# Liste der Sega-Master-System-Spiele

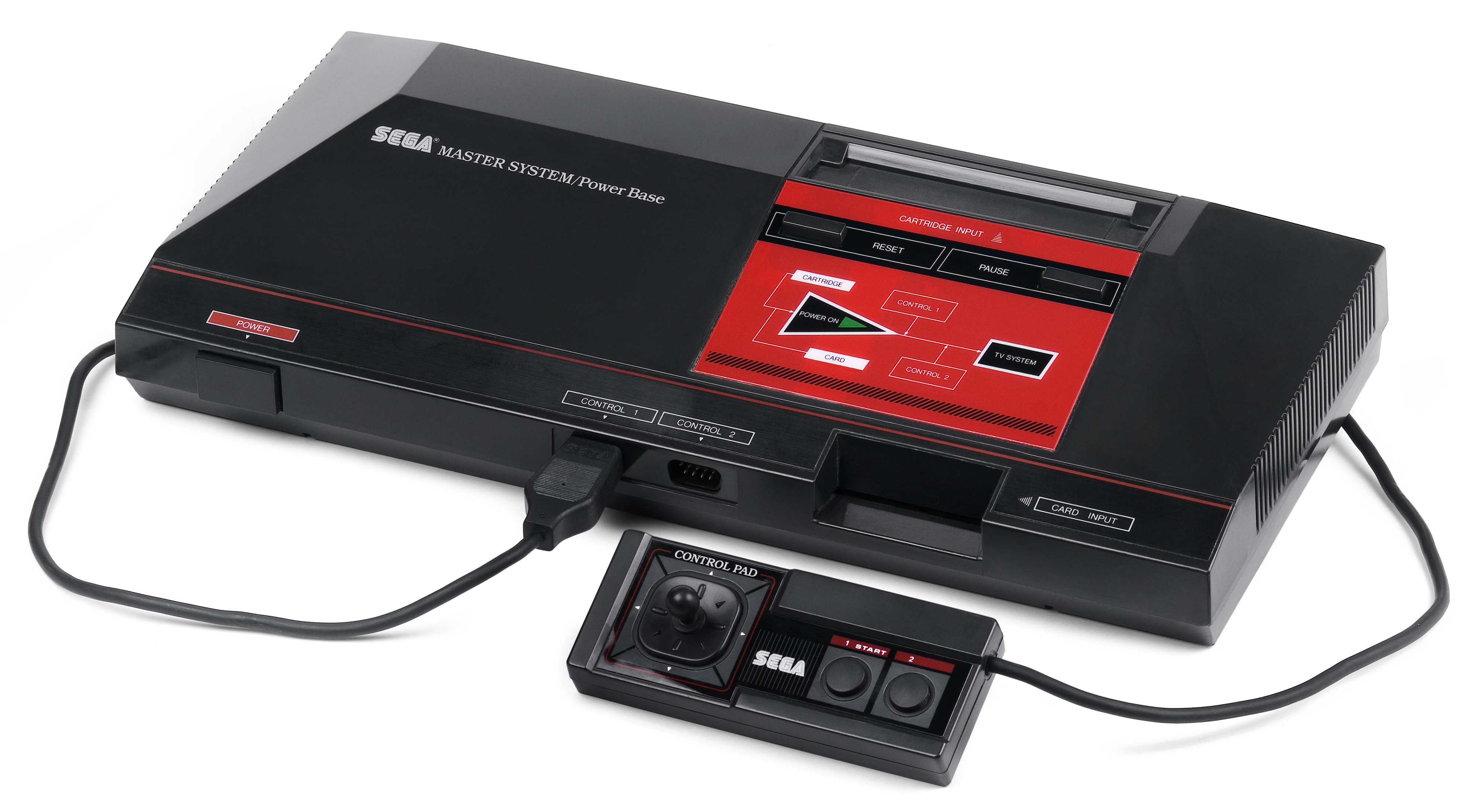
Das Sega Master System

Das Sega Master System ist ein Redesign des SG-1000 Mark III. Das japanische Modell des Master Systems ist dabei voll kompatibel zum Mark III. Alle Modelle außerhalb Japans sind wegen des unterschiedlichen Cartridge-/Card-Formats nicht kompatibel zu den Vorgängern wie dem SG-1000 und SC-3000, zudem fehlt ihnen der FM-Chip. Eine Regionenabfrage im BIOS verhindert ebenfalls ein mögliches Abspielen. Ebenso besitzen das japanische Master System und Mark III eine andere Farbpalette als seine Vorgänger.
Insgesamt erschienen mehr als 390 Spiele für das Sega Master System. Eine große Anzahl von Spielen erschien nicht für alle Märkte, besonders in Europa und Brasilien existieren viele Exklusivtitel.

## Gesamtliste
Titel mit einem * hinter der Spieleranzahl haben einen echt, parallelen Mehrspieler-Modus.
| Spieletitel / Alternative Titel | Entwickler                          | Publisher                                | Veröffentlichungen                                                                                              | Veröffentlichungsdatum | Maximale Spieleranzahl |
| --- | ----------------------------------- | ---------------------------------------- | --- | ---------------------- | ---------------------- |
| 20 em 1 | Tec Toy                             | Tec Toy                                  | Brasilien | 1995                   | 1                      |
| 3 in 1 The Best Game Collection (A)Hang On, Pit Pot, Spy vs Spy                                                                                 |                                     | HiCom                                    | Korea Sud | 1990                   | 1                      |
| 3 in 1 The Best Game Collection (B)Great Baseball, Great Soccer, Super Tennis                                                                   |                                     | HiCom                                    | Korea Sud | 1990                   | 2                      |
| 3 in 1 The Best Game Collection (C)Teddy Boy Blues, Pit-Pot, Astro Flash                                                                        |                                     | HiCom                                    | Korea Sud | 1990                   | 1                      |
| 3 in 1 The Best Game Collection (D)Teddy Boy Blues, Great Soccer, Comical Machine Gun Joe                                                       |                                     | HiCom                                    | Korea Sud | 1990                   | 2                      |
| 3 in 1 The Best Game Collection (E)Ghost House, Teddy Boy Blues, Seishun Scandal                                                                |                                     | HiCom                                    | Korea Sud | 1990                   | 1                      |
| 3 in 1 The Best Game Collection (F)Satellite-7, Great Baseball, Seishun Scandal                                                                 |                                     | HiCom                                    | Korea Sud | 1990                   | 1                      |
| 4 Pak All Action | Open Corp.                          | HES                                      | Australien | 1995                   | 2                      |
| 45 Hap |                                     |                                          | Korea Sud |                        | 2                      |
| 8 in 1 The Best Game Collection (A)Hyper Sports 2, Champion Boxing, Safari Race, Astro Flash, Monkey Academy, Star Force, Bank Panic, Teddy Boy |                                     | HiCom                                    | Korea Sud | 1990                   | 1                      |
| 8 in 1 The Best Game Collection (B)King’s Valley, Ghost House, Sega-Galaga, Monaco GP, Magical Tree, Ninja Princess, Satellite-7, Hang-On       |                                     | HiCom                                    | Korea Sud | 1990                   | 1                      |
| 8 in 1 The Best Game Collection (C)Athletic Land, Super Tank, Bomb Jack, Hyper Sports, Circus Charlie, Exerion, Great Baseball, Yie Ar Kung-Fu  |                                     | HiCom                                    | Korea Sud | 1990                   | 1                      |
| 94 Super World Cup Soccer | Open Corp.                          | Daou Infosys Corp.                       | Korea Sud | 1994                   | 2                      |
| Ace of Aces | Tiertex                             | Sega                                     | Brasilien Europaische Union Australien                                                                          | 1991                   | 1                      |
| Action Fighter Mó zhàn chēTWN | Sega                                | Sega                                     | Vereinigte Staaten Europaische Union Japan Brasilien Deutschland Italien Australien Schweden Taiwan             | 17. August 1986        | 2                      |
| The Addams Family | Arc Developments                    | Flying Edge                              | Europaische Union                                                                                               | 1993                   | 1                      |
| Aerial Assault | Sanritsu                            | Sega                                     | Vereinigte Staaten Europaische Union Brasilien Australien Schweden                                              | 1990                   | 1                      |
| After Burner | Sega                                | Sega                                     | Vereinigte Staaten Europaische Union Japan Brasilien Australien Schweden                                        | 12. Dezember 1987      | 1                      |
| Air Rescue Eeu ReseukyuKOR | SIMS                                | Sega                                     | Europaische Union Brasilien Korea Sud Australien Schweden                                                       | 1992                   | 1                      |
| Aladdin II Special - Racing 3 in 1 | Sega                                | Samsung                                  | Korea Sud | 1995                   | 2                      |
| Alex Kidd: The Lost Stars | Sega                                | Sega                                     | Vereinigte Staaten Europaische Union Japan Korea Sud Brasilien Australien Schweden                              | 10. März 1988          | 1                      |
| Alex Kidd BMX Trial | Sega                                | Sega                                     | Brasilien Japan                                                                                                 | 15. November 1987      | 1                      |
| Alex Kidd in High-Tech WorldRebrand von Anmitsu Hime                                                                                            | Sega                                | Sega, TecToy                             | Vereinigte Staaten Europaische Union Vereinigte Staaten Brasilien Kanada Australien Schweden                    | 1989                   | 1                      |
| Alex Kidd in Miracle World Alex Kidd no Miracle WorldJAP Allekseu KideuKOR Alex KidoTWN                                                         | Sega                                | Sega                                     | Vereinigte Staaten Europaische Union Japan Brasilien Deutschland Korea Sud Italien Taiwan Australien Schweden   | 1. November 1986       | 1                      |
| Alex Kidd in Shinobi World | Sega                                | Sega                                     | Vereinigte Staaten Europaische Union Brasilien Australien Schweden                                              | 1990                   | 1                      |
| ALF | Nexa Corporation                    | Sega                                     | Vereinigte Staaten                                                                                              | 1989                   | 1                      |
| Alien³ | Probe Entertainment                 | Arena Entertainment                      | Europaische Union Brasilien Australien                                                                          | 1992                   | 1                      |
| Alien Storm | SIMS                                | Sega                                     | Europaische Union Brasilien Korea Sud Australien Schweden                                                       | 1991                   | 2                      |
| Alien Syndrome | SIMS                                | Sega                                     | Vereinigte Staaten Europaische Union Japan Brasilien Korea Sud Schweden                                         | 18. Oktober 1987       | 2                      |
| Altered Beast | Sega                                | Sega                                     | Vereinigte Staaten Europaische Union Brasilien Australien Schweden                                              | 1988                   | 1                      |
| Andre Agassi Tennis | TecMagik                            | Tecmagik, TecToy                         | Europaische Union Brasilien                                                                                     | 1993                   | 2(*)                   |
| Anmitsu Hime | Sega                                | Sega                                     | Japan | 1987                   | 1                      |
| Arcade Smash Hits | Images                              | Virgin                                   | Europaische Union Australien Schweden                                                                           | 1992                   | 2                      |
| Argos no Juujiken | Tecmo                               | Salio                                    | Japan | 25. März 1988          | 2                      |
| Ariel the Little Mermaid | BlueSky Software                    | Sega, TecToy                             | Brasilien | 1992                   | 1                      |
| Assault City | Sanritsu                            | Sega                                     | Vereinigte Staaten Europaische Union Brasilien Australien Schweden                                              | 1990                   | 1                      |
| Asterix | Sega                                | Sega                                     | Brasilien Europaische Union Australien Schweden                                                                 | 1991                   | 2                      |
| Asterix and the Great Rescue | Core Design                         | Sega, TecToy                             | Europaische Union Brasilien Portugal Australien                                                                 | 1993                   | 1                      |
| Asterix and the Secret Mission | Sega                                | Sega                                     | Europaische Union Brasilien Australien Schweden                                                                 | 1993                   | 2                      |
| Astro Warrior | Sega                                | Sega                                     | Vereinigte Staaten Japan Brasilien Schweden                                                                     | 1986                   | 1                      |
| Astro Warrior / Pit Pot | Sega                                | Sega                                     | Europaische Union Deutschland Italien Australien Schweden                                                       | 1987                   | 2                      |
| Ayrton Senna’s Super Monaco GP II Super Monaco GP 2KOR                                                                                          | Sega                                | Sega                                     | Europaische Union Brasilien Korea Sud Australien Schweden                                                       | 1992                   | 1                      |
| Aztec Adventure: The Golden Road to Paradise Nazca '88JAP                                                                                       | Sega                                | Sega                                     | Vereinigte Staaten Europaische Union Japan Brasilien Australien Schweden                                        | 20. September 1987     | 1                      |
| Back to the Future II | Images                              | Image Works                              | Europaische Union Brasilien Australien Schweden                                                                 | 1990                   | 1                      |
| Back to the Future III | Probe Entertainment                 | Image Works                              | Europaische Union Australien Schweden                                                                           | 1991                   | 1                      |
| Baku Baku | SIMS, Minato Giken                  | Sega, Tec Toy, Sega, Tec Toy             | Brasilien | 1995                   | 1                      |
| Bank Panic | Sanritsu                            | Sega                                     | Europaische Union Brasilien Deutschland Italien Australien Schweden                                             | 1987                   | 1                      |
| Basketball Nightmare | Sega                                | Sega                                     | Brasilien Europaische Union Kanada Schweden                                                                     | 1989                   | 2                      |
| Batman Returns | Aspect, Sega, M.N.M. Software       | Sega, TecToy                             | Brasilien Europaische Union Australien                                                                          | 1992                   | 1                      |
| Battle Out Run | Sega                                | Sega, TecToy                             | Japan Brasilien Europaische Union Kanada Australien Schweden                                                    | 1989                   | 1                      |
| Battlemaniacs | Syrox Developments                  | Virgin Interactive Entertainment, TecToy | Brasilien | 1994                   | 2(*)                   |
| Black BeltRebrand von Hokuto no Ken | Sega                                | Sega                                     | Vereinigte Staaten Brasilien Europaische Union Australien Deutschland Italien Schweden Korea Sud                | 1986                   | 2                      |
| Blade Eagle 3-D Blade EagleJAP | Sega                                | Sega                                     | Japan Brasilien Vereinigte Staaten Europaische Union Schweden Korea Sud                                         | 26. März 1988          | 1                      |
| Block Hole | Zemina                              | Zemina                                   | Korea Sud | 1990                   | 2                      |
| Bobble Bobbleunlizenziert Klon von Bubble Bobble                                                                                                |                                     | Clover Studio                            | Korea Sud | 1990                   | 2(*)                   |
| Bomber Raid | Sanritsu                            | Activision, Sega                         | Vereinigte Staaten Japan Australien Europaische Union Kanada Schweden Korea Sud                                 | 4. Februar 1989        | 1                      |
| Bonanza Bros. BonanzaKOR | SIMS                                | Sega                                     | Europaische Union Korea Sud Brasilien Australien Schweden                                                       | 1991                   | 1                      |
| Bonkers Wax Up! | Al Baker & Associates               | Tec Toy                                  | Brasilien | 1994                   | 1                      |
| Bram Stoker’s Dracula | Probe Entertainment                 | Sony Imagesoft                           | Europaische Union                                                                                               | 1993                   | 1                      |
| Bubble Bobble Final Bubble BobbleJAP Babeul BobeulKOR Dragon MazeBRA                                                                            | Taito Corporation                   | Sega, TecToy, Taito                      | Japan Europaische Union Brasilien Korea Sud Australien Schweden                                                 | 2. Juli 1988           | 2(*)                   |
| Buggy Run | SIMS                                | Sega                                     | Europaische Union Brasilien Australien                                                                          | 1993                   | 2                      |
| California Games Jogos de VerãoBRA | Sega                                | Sega                                     | Europaische Union Brasilien Vereinigte Staaten Kanada Australien Schweden                                       | 1989                   | 4                      |
| California Games 2 Jogos de Verão IIBRA | Probe Entertainment                 | Sega                                     | Europaische Union Brasilien Korea Sud Australien                                                                | 1993                   | 8                      |
| Captain Silver | Sega                                | Sega                                     | Europaische Union Japan Korea Sud Vereinigte Staaten Brasilien Australien Schweden                              | 17. Juli 1988          | 1                      |
| Casino Games | Sega                                | Sega                                     | Europaische Union Vereinigte Staaten Kanada Australien Schweden                                                 | 1989                   | 1                      |
| Castelo Rá-Tim-Bum | Tec Toy                             | Tec Toy                                  | Brasilien | 1997                   | 1                      |
| Castle of Illusion Starring Mickey Mouse | Sega                                | Sega, TecToy                             | Europaische Union Korea Sud Brasilien Vereinigte Staaten Australien Schweden                                    | 1990                   | 1                      |
| Champions of Europe | Tecmagik                            | Tecmagik, TecToy                         | Europaische Union Brasilien Schweden                                                                            | 1992                   | 2(*)                   |
| Championship Hockey |                                     | U.S. Gold                                | Europaische Union                                                                                               | 1992                   | 1                      |
| Chapolim x Drácula - Um Duelo AssustadorRebrand von Ghost House                                                                                 | Sega, TecToy                        | TecToy                                   | Brasilien | 1993                   | 2                      |
| Chase H.Q. | Taito Corporation                   | Sega                                     | Europaische Union Australien Schweden                                                                           | 1991                   | 1                      |
| Cheese Cat-Astrophe Starring Speedy Gonzales | Cryo Interactive Entertainment      | Sega, TecToy                             | Europaische Union Brasilien Portugal                                                                            | 1995                   | 1                      |
| Choplifter! | Sega                                | Sega                                     | Europaische Union Brasilien Vereinigte Staaten Deutschland Italien Australien Schweden                          | 1986                   | 1                      |
| Chuck Rock | Core Design                         | Virgin Interactive, TecToy               | Europaische Union Brasilien Australien Schweden                                                                 | 1992                   | 1                      |
| Chuck Rock II: Son of Chuck | Core Design                         |                                          | Europaische Union Brasilien Australien                                                                          | 1993                   | 1                      |
| Cloud Master Chuka TaisenJAP | Hot-B OperaHouse                    | Sega                                     | Japan Europaische Union Brasilien Vereinigte Staaten Australien Schweden                                        | 1989                   | 2                      |
| Columns Shapes and ColumnsBRA | Sega                                | Sega                                     | Europaische Union Korea Sud Vereinigte Staaten Brasilien Australien Schweden                                    | 1990                   | 2                      |
| Comic Bakery Ppang GongjangKOR |                                     |                                          | Korea Sud |                        | 2                      |
| Comical Machine Gun JoeJAP Komedi Gwonchongsa JyoKOR Dàzhàn heishou dangTWN                                                                     | Sega                                | Sega                                     | Japan Korea Sud Taiwan                                                                                          | 21 Apr 1986            | 2                      |
| Cool Spot | Virgin Games                        | Virgin Games                             | Europaische Union Australien Schweden                                                                           | 1993                   | 1                      |
| Cosmic Spacehead | Codemasters                         | Codemasters                              | Europaische Union                                                                                               | 1993                   | 1                      |
| Con-Dori |                                     |                                          | Korea Sud |                        | 1                      |
| The Cyber Shinobi | Sega                                | Sega                                     | Europaische Union Brasilien Kanada Australien                                                                   | 1990                   | 1                      |
| Cyborg Hunter Chouon Senshi BorgmanJAP | Sega                                | Sega                                     | Europaische Union Brasilien Japan Vereinigte Staaten Australien Schweden                                        | 1. Dezember 1988       | 1                      |
| Cyborg Z | Zemina                              | Zemina                                   | Korea Sud | 1991                   | 2                      |
| C_So! |                                     | Joy Soft                                 | Korea Sud |                        | 1                      |
| Daffy Duck in Hollywood | Probe Entertainment                 | Sega, TecToy                             | Europaische Union Brasilien Australien                                                                          | 1993                   | 1                      |
| Dallyeora Pigu Wang | Open Corporation                    |                                          | Korea Sud | 1995                   | 2                      |
| Danan: The Jungle Fighter | Sega                                | Sega                                     | Europaische Union Brasilien Australien                                                                          | 1990                   | 1                      |
| Dead Angle | Seibu Kaihatsu                      | Sega                                     | Europaische Union Brasilien Vereinigte Staaten Kanada Australien Schweden                                       | 1989                   | 1                      |
| Deep Duck Trouble Starring Donald Duck Deep Duck Trouble: estrelando Pato DonaldBRA                                                             | Sega                                | Sega                                     | Europaische Union Brasilien Australien                                                                          | 1993                   | 1                      |
| Desert Speedtrap Starring Road Runner & Wile E. Coyote                                                                                          | Probe Entertainment                 | Sega, TecToy                             | Europaische Union Brasilien Portugal Australien                                                                 | 1993                   | 1                      |
| Desert Strike | The Kremlin                         | Domark                                   | Europaische Union Australien                                                                                    | 1992                   | 1                      |
| Dick Tracy | BlueSky Software                    | Sega, TecToy                             | Brasilien Europaische Union Vereinigte Staaten Australien                                                       | 1990                   | 1                      |
| Dinosaur Dooley Agigongnyong DoolyKOR | Daou Infosys Corp.                  | Daou Infosys Corp.                       | Korea Sud | 14. Januar 1991        | 1                      |
| Disney’s Aladdin | SIMS                                | Sega, TecToy, Ozisoft                    | Europaische Union Brasilien Korea Sud Australien                                                                | 1994                   | 1                      |
| Double Dragon Deobeul DeuraegonKOR | Arc System Works                    | Sega                                     | Japan Korea Sud Vereinigte Staaten Brasilien Europaische Union Australien Schweden                              | 1. Oktober 1988        | 2(*)                   |
| Double Hawk | OperaHouse, Sanritsu                | Sega                                     | Europaische Union Australien                                                                                    | 1990                   | 2(*)                   |
| Dr. Hello | SIS Co.                             |                                          | Korea Sud | 1991                   | 2                      |
| Dr. Robotnik’s Mean Bean Machine | Compile, Sega                       | Sega                                     | Brasilien Europaische Union Australien                                                                          | 1994                   | 2(*)                   |
| Dragon: The Bruce Lee Story |                                     | Virgin Games                             | Europaische Union                                                                                               | 1995                   | 2(*)                   |
| Dragon Crystal | Sega                                | Sega                                     | Europaische Union Brasilien Australien Schweden                                                                 | 1990                   | 1                      |
| Dynamite Duke | SIMS                                | Sega                                     | Europaische Union Brasilien Australien                                                                          | 1989                   | 2                      |
| Dynamite Dux | Sega                                | Sega                                     | Europaische Union Brasilien Kanada Australien Schweden                                                          | 1989                   | 1                      |
| Dynamite Headdy | Minato Giken                        | Tec Toy                                  | Brasilien | 1995                   | 1                      |
| E.I. - Exa Innova |                                     | HiCom                                    | Korea Sud |                        | 2                      |
| Eagles 5 | Zemina                              | Zemina                                   | Korea Sud | 3. Februar 1990        | 1                      |
| Earthworm Jim | Eurocom                             | Tec Toy                                  | Brasilien | 1996                   | 1                      |
| Ecco the Dolphin | Novotrade                           | Sega                                     | Europaische Union Brasilien Australien Schweden                                                                 | 1993                   | 1                      |
| Ecco: The Tides of Time | Novotrade                           | Tec Toy, Sega                            | Brasilien | 1996                   | 1                      |
| Enduro Racer Super CrossBRA | Sega                                | Sega                                     | Vereinigte Staaten Europaische Union Japan Australien Brasilien Schweden                                        | 18. Mai 1987           | 1                      |
| E-SWAT: Cyber Police | Sanritsu                            | Sega, TecToy                             | Vereinigte Staaten Europaische Union Brasilien Australien                                                       | 1990                   | 1                      |
| F-16 Fighting Falcon F-16 FighterEU-, AUS- & ingame-Titel F-16 JeontugiKOR F-16TWN                                                              | Nexa Corporation                    | Sega                                     | Vereinigte Staaten Korea Sud Brasilien Europaische Union Japan Deutschland Italien Australien Schweden          | 22. Dezember 1985      | 2                      |
| F-1 Spirit - The way to Formula-1 |                                     | Zemina                                   | Korea Sud | 1987                   | 2                      |
| F1 Formula OneBRA | Lankhor, Teque London Ltd           | Domark, TecToy                           | Australien Europaische Union Brasilien                                                                          | 1993                   | 2                      |
| FA Tetris | FA Soft, Fresh Fishes               |                                          | Korea Sud | 1990                   | 1                      |
| Fantastic Dizzy | Codemasters                         | Codemasters                              | Europaische Union                                                                                               | 1993                   | 1                      |
| Fantasy Zone Kuàilè xiǎo fēidié TWN | Sega                                | Sega                                     | Japan Europaische Union Taiwan Korea Sud Vereinigte Staaten Deutschland Italien Brasilien Australien Schweden   | 15. Juni 1986          | 2                      |
| Fantasy Zone II: The Tears of Opa-Opa Fantasy Zone II - Opa Opa no NamidaJAP                                                                    | Sega                                | Sega                                     | Europaische Union Brasilien Vereinigte Staaten Japan Australien Schweden                                        | 17. Oktober 1987       | 1                      |
| Fantasy Zone: The Maze Opa OpaJAP | Sega                                | Sega                                     | Japan Korea Sud Vereinigte Staaten Brasilien Europaische Union Australien Schweden                              | 27. Dezember 1987      | 2(*)                   |
| Férias Frustradas do Pica-Pau | Tec Toy                             | Tec Toy                                  | Brasilien | 1996                   | 1                      |
| FIFA International Soccer | Tiertex                             | Tec Toy                                  | Brasilien | 1996                   | 1                      |
| Fire & Forget 2 | Titus Software                      | Titus Software                           | Europaische Union Schweden                                                                                      | 1990                   | 1                      |
| Fire and Ice | Graftgold Creative Software         | Tec Toy                                  | Brasilien | 1995                   | 1                      |
| The Flash | Probe Entertainment                 | Sega                                     | Brasilien Europaische Union                                                                                     | 1993                   | 1                      |
| Flashpoint | Zemina                              | Zemina                                   | Korea Sud | 1990                   | 2                      |
| Flicky |                                     | Samsung                                  | Korea Sud |                        | 1                      |
| The Flintstones | Tiertex                             | Grandslam Entertainment                  | Europaische Union Brasilien                                                                                     | 1991                   | 1                      |
| Forgotten Worlds Irheobeorin SegyeKOR | Sanritsu                            | Sega                                     | Europaische Union Brasilien Korea Sud Australien                                                                | 1991                   | 1                      |
| Fushigi no Oshiro Pit PotPit Pot mit Edit Mode                                                                                                  | Sega                                | Sega                                     | Japan | 14. Dezember 1985      | 2                      |
| G-LOC: Air Battle | SIMS                                | Sega, TecToy                             | Europaische Union Brasilien Korea Sud Australien Schweden                                                       | 1991                   | 1                      |
| Gain Ground | Sanritsu                            | Sega                                     | Europaische Union Brasilien Kanada Australien                                                                   | 1990                   | 2(*)                   |
| Gaegujangi Kkachi | HiCom                               | HiCom                                    | Korea Sud | 1993                   | 1                      |
| Galactic Protector | Sega                                | Sega                                     | Japan | 1. Februar 1988        | 1                      |
| Galaxian |                                     | HiCom                                    | Korea Sud |                        | 1                      |
| Galaxy Force | Sega                                | Activision, Sega                         | Brasilien Vereinigte Staaten Europaische Union Kanada Australien Schweden                                       | 1989                   | 1                      |
| Game Box Série Corridas | Sega                                | Tec Toy                                  | Brasilien |                        | 2                      |
| Game Box Série Esportes | Sega, SIMS                          | Tec Toy                                  | Brasilien Portugal                                                                                              |                        | 2                      |
| Game Box Série Esportes RadicaisCalifornia Games nur mit BMX und Surfen                                                                         | Sega                                | Tec Toy                                  | Brasilien |                        | 8                      |
| Game Box Série Lutas | Sega                                | Tec Toy                                  | Brasilien |                        | 2                      |
| Game de check! Koutsuu Anzen | Sega, Tokio Marine                  | Sega                                     | Japan | 1987                   | 1                      |
| Gangcheol RoboCop | Sieco                               | Sieco                                    | Korea Sud | 1992                   | 1                      |
| Gangster Town | Sega                                | Sega                                     | Brasilien Vereinigte Staaten Europaische Union Australien Schweden                                              | 1987                   | 2(*)                   |
| Gauntlet | Tiertex                             | Tengen, U.S. Gold                        | Europaische Union Australien Schweden                                                                           | 1990                   | 2(*)                   |
| Geim Moeumjip 188 Hap |                                     |                                          | Korea Sud | 1987                   | 2                      |
| GeraldinhoRebrand von Teddy Boy | TecToy, Sega                        | TecToy                                   | Brasilien |                        | 2                      |
| Ghost House Yuyrygeong-ui JipKOR | Sega                                | Sega                                     | Japan Europaische Union Australien Korea Sud Vereinigte Staaten Brasilien Italien Schweden                      | 21. April 1986         | 2                      |
| Ghostbusters |                                     | Sega                                     | Vereinigte Staaten Europaische Union Brasilien Kanada Australien Schweden                                       | 1987                   | 1                      |
| Ghouls ’n Ghosts DaemagyechonKOR | Sega, Arc System Works              | Sega                                     | Vereinigte Staaten Korea Sud Europaische Union Brasilien Australien Schweden                                    | 1989                   | 1                      |
| Global Defense SDIJAP | Sega                                | Sega                                     | Vereinigte Staaten Japan Europaische Union Australien Korea Sud Schweden                                        | 1987                   | 2(*)                   |
| Global Gladiators | Virgin Games, Krisalis              | Virgin Games, TecToy                     | Europaische Union Brasilien Australien Schweden                                                                 | 1993                   | 1                      |
| Golden Axe | Sega                                | Sega                                     | Australien Europaische Union Brasilien Vereinigte Staaten Kanada Schweden                                       | 1989                   | 1                      |
| Golden Axe Warrior | Sega                                | Sega                                     | Europaische Union Brasilien Vereinigte Staaten Deutschland Schweden                                             | 1991                   | 1                      |
| Golfamania | Sanritsu                            | Sega                                     | Brasilien Europaische Union Kanada Schweden Australien                                                          | 1990                   | 4                      |
| Golvellius: Valley of Doom Maou GolvelliusJAP                                                                                                   | Compile                             | Sega                                     | Europaische Union Vereinigte Staaten Japan Deutschland Australien Schweden                                      | 14. August 1988        | 1                      |
| The Goonies | S.H.ENG                             | Samsung                                  | Korea Sud |                        | 1                      |
| GP Rider | Sega                                | Sega, TecToy                             | Australien Brasilien Europaische Union                                                                          | 1993                   | 2                      |
| Great Baseball (Kartenversion) | Sega                                | Sega                                     | Japan | 15. Dezember 1985      | 2                      |
| Great Baseball (Cartridgeversion) | Sega                                | Sega                                     | Vereinigte Staaten Europaische Union Italien                                                                    | 1987                   | 2                      |
| Great Basketball Great BasketBRA | Sega                                | Sega                                     | Japan Vereinigte Staaten Australien Europaische Union Schweden                                                  | 29. März 1987          | 2                      |
| Great Football | Sega                                | Sega                                     | Vereinigte Staaten Japan Europaische Union                                                                      | 29. März 1987          | 2(*)                   |
| Great Golf |                                     |                                          | Japan Korea Sud                                                                                                 | 20. Dezember 1986      | 2                      |
| Great Golf (Internationale Version) Masters GolfJAP                                                                                             | Sega                                | Sega                                     | Vereinigte Staaten Japan Europaische Union Australien Schweden                                                  | 10. Oktober 1987       |                        |
| Great Ice Hockey | Sega                                | Sega                                     | Japan Vereinigte Staaten                                                                                        | 1986                   | 2                      |
| Great Soccer (Kartenversion, Taiwan als Cartridge) hìjiè bēi zúqiú sàiJAP Shìjiè bēi zúqiú sàiTWN                                               | Sega                                | Sega                                     | Australien Europaische Union Taiwan Japan Deutschland Italien                                                   | 27. Oktober 1985       | 2                      |
| Great Soccer (Cartridgeversion) World SoccerJAP, EU Sports Pad SoccerJAP Super FutebolBRA                                                       | Sega                                | Sega                                     | Brasilien Japan Vereinigte Staaten Europaische Union Australien                                                 | 19. Juli 1987          | 2                      |
| Great Volleyball Great VoleyBRA | Sega                                | Sega, TecToy                             | Brasilien Japan Europaische Union Vereinigte Staaten Schweden Korea Sud                                         | 29. März 1987          | 2                      |
| Gun.Smoke | Prosoft                             |                                          | Korea Sud | 1990                   | 1                      |
| Hang-On | Sega                                | Sega                                     | Europaische Union Japan Australien Italien Brasilien                                                            | 20. Oktober 1985       | 1                      |
| Hang-On / Astro Warrior | Sega                                | Sega                                     | Vereinigte Staaten                                                                                              | 14. Dezember 1986      | 1                      |
| Hang-On / Safari Hunt | Sega                                | Sega                                     | Vereinigte Staaten Kanada Korea Sud                                                                             | 1986                   | 2                      |
| Advanced Dungeons & Dragons: Heroes of the Lance                                                                                                | Tiertex                             | U.S. Gold                                | Europaische Union Brasilien Australien Schweden                                                                 | 1991                   | 1                      |
| High School! Kimengumi | Sega                                | Sega                                     | Japan | 15. Dezember 1986      | 1                      |
| Hokuto no KenJAP Beidou shén quánTWN | Sega                                | Sega                                     | Japan Taiwan | 20. Juli 1986          | 2                      |
| Home Alone | Probe Entertainment                 | Sega                                     | Europaische Union                                                                                               | 1993                   | 1                      |
| Hong Kil Dong |                                     | Clover Studio                            | Korea Sud | 1990                   | 1                      |
| Hoshi wo Sagashite... | Sega                                | Sega                                     | Japan | 2. April 1988          | 1                      |
| Impossible Mission | Tiertex                             | U.S. Gold                                | Europaische Union Brasilien Australien Schweden                                                                 | 1990                   | 1                      |
| The Incredible Crash Dummies | Software Creations                  | Flying Edge                              | Europaische Union Australien                                                                                    | 1993                   | 1                      |
| The Incredible Hulk | Probe Entertainment                 | U.S. Gold                                | Europaische Union Brasilien Australien Vereinigtes Konigreich                                                   | 1994                   | 1                      |
| Indiana Jones and the Last Crusade Indiana Jones e a Ultima CruzadaBRA/POR                                                                      | Tiertex                             | U.S. Gold, TecToy                        | Europaische Union Brasilien Portugal Australien Schweden                                                        | 1990                   | 1                      |
| James Bond 007: The Duel | The Kremlin                         | Domark                                   | Europaische Union Brasilien Australien Schweden                                                                 | 1993                   | 1                      |
| James "Buster" Douglas Knockout BoxingUS Heavyweight ChampEU/BR George Foreman’s KO BoxingEU/BR                                                 | SIMS                                | Sega, Flying Edge, TecToy                | Brasilien Europaische Union Vereinigte Staaten Australien Schweden                                              | 1990                   | 2                      |
| James Pond 2: Codename RoboCod | Tiertex                             | U.S. Gold                                | Europaische Union Brasilien Vereinigtes Konigreich Australien                                                   | 1993                   | 1                      |
| Jang Pung 2 | Sieco                               |                                          | Korea Sud | 1993                   | 2                      |
| Jang Pung 3 | Open Corp.                          | Sieco                                    | Korea Sud | 1994                   | 2                      |
| Janggun-ui Adeul | Daou Infosys Corp.                  | Daou Infosys Corp.                       | Korea Sud | 1992                   | 1                      |
| Joe Montana Football | BlueSky Software                    | Sega                                     | Vereinigte Staaten Europaische Union Brasilien Australien Schweden                                              | 1991                   | 2                      |
| The Jungle Book Le Livre de la JungleFR Das DschungelbuchGER El Libro de la SelvaSPA Il Libro della GiunglaIT                                   | Syrox Developments                  | Virgin Interactive                       | Europaische Union Brasilien Portugal Italien Frankreich Spanien Australien Schweden                             | 1993                   | 1                      |
| Jurassic Park |                                     | Sega                                     | Europaische Union Brasilien Portugal Australien Schweden                                                        | 1993                   | 1                      |
| Kenseiden Hwarang-ui GeomKOR | Sega                                | Sega                                     | Vereinigte Staaten Europaische Union Japan Brasilien Korea Sud Australien Schweden                              | 2. Juni 1988           | 1                      |
| King & Balloon Wang-gwa PungseonKOR |                                     |                                          | Korea Sud |                        | 1                      |
| King’s Quest I: Quest for the Crown | Microsmiths                         | Parker Brothers                          | Vereinigte Staaten                                                                                              | 1989                   | 1                      |
| Klax |                                     | Tengen                                   | Europaische Union Australien Schweden                                                                           | 1991                   | 1                      |
| Knightmare II: The Maze of Galious |                                     |                                          | Korea Sud |                        | 1                      |
| Krusty’s Fun House | Audiogenic Software                 | Acclaim Entertainment                    | Europaische Union Brasilien Australien                                                                          | 1992                   | 1                      |
| Kung Fu Kid Makai RetsudenJAP Magye YeoljeonKOR                                                                                                 | Sega                                | Sega                                     | Vereinigte Staaten Europaische Union Japan Korea Sud Brasilien Australien Schweden                              | 17. Mai 1987           | 2                      |
| Land of Illusion starring Mickey Mouse | Sega                                | Sega, TecToy                             | Europaische Union Brasilien Australien Korea Sud                                                                | 1992                   | 1                      |
| Laser Ghost | Sega                                | Sega                                     | Europaische Union Australien Schweden                                                                           | 1991                   | 1                      |
| Legend of Illusion Starring Mickey Mouse | Aspect                              | Sega, TecToy                             | Brasilien | 1994                   | 1                      |
| Lemmings RemingseuKOR | Probe Software, Krisalis            | Sega                                     | Europaische Union Brasilien Korea Sud Australien Schweden                                                       | 1992                   | 1                      |
| Les Schtroumpfs The SmurfsBRA | Bit Managers                        | Infogrames                               | Europaische Union Brasilien                                                                                     | 1994                   | 1                      |
| Les Schtroumpfs Autour du Monde The Smurfs Travel the WorldBRA                                                                                  |                                     | Infogrames                               | Europaische Union Brasilien                                                                                     | 1996                   | 1                      |
| Line of Fire | Sanritsu                            | Sega                                     | Europaische Union Brasilien Australien                                                                          | 1991                   | 1                      |
| The Lion King Le Roi LionFR Der König der LöwenGER El Rey LeonSPA Il re leoneIT                                                                 | Syrox Developments                  | Virgin Interactive                       | Europaische Union Brasilien Portugal Italien Frankreich Spanien Australien                                      | 1994                   | 1                      |
| Lord of the Sword Lord of SwordJAP | Sega                                | Sega                                     | Vereinigte Staaten Europaische Union Japan Brasilien Deutschland Australien Schweden                            | 2. Juni 1988           | 1                      |
| Loretta no Shouzou - Sherlock HolmesJAP | Sega                                | Sega                                     | Japan | 18. Februar 1987       | 1                      |
| Lucky Dime Caper Starring Donald Duck | Sega                                | Sega                                     | Europaische Union Brasilien Australien Schweden                                                                 | 1991                   | 1                      |
| Magical Tree |                                     | Samsung                                  | Korea Sud |                        | 2                      |
| Mahjong Sengoku JidaiJAP Mah-JongHKG | Sanritsu                            | Sega                                     | Japan Hongkong                                                                                                  | 18. Oktober 1987       | 1                      |
| Marble Madness | Tengen, Krisalis                    | Virgin Interactive                       | Europaische Union Australien Schweden                                                                           | 1992                   | 1                      |
| Marksman Shooting & Trap Shooting | Sega                                | Sega                                     | Europaische Union Vereinigte Staaten Brasilien Schweden                                                         | 1986                   | 1                      |
| Master Games 1 | Sega                                | Sega                                     | Europaische Union                                                                                               | 1993                   | 2                      |
| Master of Darkness | SIMS                                | Sega                                     | Brasilien Europaische Union Australien                                                                          | 1992                   | 1                      |
| Masters of Combat | SIMS                                | Sega                                     | Europaische Union Australien                                                                                    | 1993                   | 2(*)                   |
| Maze Hunter 3-D Maze WalkerJAP | Sega                                | Sega                                     | Europaische Union Japan Brasilien Schweden                                                                      | 31. Januar 1987        |                        |
| Megumi Rescue | Sega                                | Sega                                     | Japan | 30. Juli 1988          |                        |
| Mercs | Tiertex                             | Sega                                     | Europaische Union Australien                                                                                    | 1991                   | 1                      |
| Michael Jackson’s Moonwalker | Sega, Arc System Works              | Sega                                     | Europaische Union Vereinigte Staaten Korea Sud Brasilien Australien Schweden                                    | 1990                   | 1                      |
| Mickey’s Ultimate Challenge | Designer Software                   | Tec Toy                                  | Brasilien | 1998                   | 1                      |
| Micro Machines | Codemasters                         | Codemasters                              | Europaische Union                                                                                               | 1993                   | 2(*)                   |
| The Micro Xevious | Namco                               | Zemina                                   | Korea Sud | 1990                   | 1                      |
| Miracle Warriors: Seal of the Dark Lord Haja no FuuinJAP                                                                                        | Sega                                | Sega                                     | Japan Europaische Union Vereinigte Staaten Deutschland Schweden                                                 | 18. Oktober 1987       | 1                      |
| Missile Defense 3-D | Sega                                | Sega                                     | Europaische Union Australien Vereinigte Staaten Schweden                                                        | 1987                   | 1                      |
| Mônica no Castelo do DragãoRebrand von Wonder Boy in Monster Land                                                                               | Westone, TecToy                     | TecToy                                   | Brasilien | 1991                   | 1                      |
| Monopoly | Nexa                                | Sega                                     | Europaische Union Vereinigte Staaten Schweden Australien                                                        | 1987                   | 10                     |
| Montezuma’s Revenge | Parker Brothers                     | Parker Brothers                          | Vereinigte Staaten                                                                                              | 1989                   | 1                      |
| Mopiranger |                                     |                                          | Korea Sud |                        | 1                      |
| Mortal Kombat | Probe Entertainment                 | Arena Entertainment, TecToy              | Europaische Union Brasilien Australien                                                                          | 1993                   | 2(*)                   |
| Mortal Kombat II | Probe Entertainment                 | Acclaim Entertainment, TecToy, Ozisoft   | Europaische Union Australien Brasilien                                                                          | 1994                   | 2(*)                   |
| Mortal Kombat 3 | Software Creations Ltd.             | Tec Toy                                  | Brasilien | 1995                   | 2(*)                   |
| Ms. Pac-Man |                                     | Tengen, Domark                           | Brasilien Europaische Union Australien Schweden                                                                 | 1991                   | 2(*)                   |
| Msx Soccer |                                     |                                          | Korea Sud |                        | 1                      |
| My Hero Seishun ScandalJAP Ttoriui Moheom bzw. Taekwon SonyeonKOR Gang’s FighterBRA                                                             | Sega                                | Sega                                     | Japan Vereinigte Staaten Europaische Union Brasilien Australien Korea Sud Deutschland Portugal Italien Schweden | 31. Januar 1986        | 2                      |
| Nekkyuu Koushien | Sega                                | Sega                                     | Japan | 9. September 1988      | 2                      |
| NemesisGradius | Konami                              | Zemina                                   | Korea Sud | 1987                   | 2                      |
| Nemesis 2Gradius 2 | Konami                              | Zemina                                   | Korea Sud | 1987                   | 2                      |
| New Boggle Boggle 2Bubble Bobble Klon | MBiTM                               | Zemina                                   | Korea Sud | 1989                   | 2(*)                   |
| The NewZealand Story | TecMagik                            | Tecmagik                                 | Europaische Union                                                                                               | 1992                   | 1                      |
| Ninja Gaiden | SIMS                                | Sega                                     | Europaische Union Brasilien Korea Sud Australien                                                                | 1990                   | 1                      |
| The Ninja | Sega                                | Sega                                     | Vereinigte Staaten Europaische Union Brasilien Japan Korea Sud Deutschland Italien Australien Schweden          | 8. November 1986       | 2                      |
| Olympic Gold | U.S. Gold                           | Sega                                     | Europaische Union Brasilien Australien Deutschland Spanien Frankreich Vereinigtes Konigreich Korea Sud Schweden | 1992                   | 4                      |
| Operation Wolf | Taito Corporation                   | Sega                                     | Europaische Union Brasilien Australien Schweden                                                                 | 1990                   | 1                      |
| The Ottifants | Graftgold Creative Software         | Sega, TecToy                             | Europaische Union Brasilien                                                                                     | 1993                   | 1                      |
| Out Run | Sega                                | Sega                                     | Vereinigte Staaten Europaische Union Japan Brasilien Australien Schweden Korea Sud                              | 30. Juni 1987          | 1                      |
| Out Run 3-D | Sega                                | Sega                                     | Europaische Union Brasilien Australien Schweden                                                                 | 1989                   | 1                      |
| Out Run Europa | Probe Entertainment                 | U.S. Gold                                | Europaische Union Brasilien Australien Schweden                                                                 | 1991                   | 1                      |
| Pac-Mania | TecMagik                            | Tengen Tecmagik                          | Europaische Union Australien Schweden                                                                           | 1991                   | 1                      |
| Paperboy Paper BoyBRA | Tiertex                             | U.S. Gold                                | Vereinigte Staaten Europaische Union Brasilien Australien Schweden                                              | 1990                   | 1                      |
| Parlour Games Family GamesJAP, KOR | Sega                                | Sega                                     | Vereinigte Staaten Europaische Union Japan Korea Sud Australien                                                 | 27. Dezember 1987      | 4                      |
| Penguin Adventure | Zemina                              |                                          | Korea Sud |                        | 1                      |
| Penguin Land Doki Doki Penguin Land - Uchuu DaiboukenJAP Uju DaemoheomKOR                                                                       | Sega                                | Sega                                     | Vereinigte Staaten Europaische Union Japan Korea Sud Schweden                                                   | 18. August 1987        | 1                      |
| Piguwang 7 Hap |                                     |                                          | Korea Sud | 1995                   | 2                      |
| PGA TOUR Golf | Polygames, Sterling Silver Software | Tengen                                   | Europaische Union Australien                                                                                    | 1993                   | 4                      |
| Phantasy Star Hwantaji SeutaKOR | Sega                                | Sega, TecToy                             | Korea Sud Vereinigte Staaten Europaische Union Japan Brasilien Deutschland Schweden                             | 20. Dezember 1987      | 1                      |
| Pit-Fighter | The Kremlin                         | Domark                                   | Europaische Union Brasilien                                                                                     | 1991                   | 2                      |
| Pooyan | HiCom                               |                                          | Korea Sud |                        | 2                      |
| Populous | TecMagik, C0DE T0 G0                | TecMagik, TecToy                         | Europaische Union Brasilien Australien Schweden                                                                 | 1991                   | 1                      |
| Poseidon Wars 3-D | Sega                                | Sega                                     | Vereinigte Staaten Europaische Union Brasilien Schweden                                                         | 1988                   | 1                      |
| Power Boggle Boggle | Screen Software                     | YM Soft, Hana Engineering                | Korea Sud | 1990                   | 1                      |
| Power Strike AlesteJAP | Compile Sega                        | Sega                                     | Vereinigte Staaten Europaische Union Japan Brasilien Korea Sud Australien Schweden                              | 29. Februar 1988       | 1                      |
| Power Strike II | Compile                             | Sega                                     | Europaische Union Brasilien Australien                                                                          | 1993                   | 1                      |
| Predator 2 | Teeny Weeny Games                   | Arena Entertainment, TecToy              | Europaische Union Brasilien Australien                                                                          | 1992                   | 1                      |
| Prince of Persia | The Kremlin                         | Domark, TecToy                           | Europaische Union Brasilien Australien Schweden                                                                 | 1992                   | 1                      |
| Pro Wrestling Gokuaku Doumei Dump MatsumotoJAPShuāijiǎoTWN                                                                                      | Sega                                | Sega                                     | Vereinigte Staaten Europaische Union Japan Taiwan Brasilien Deutschland Italien Australien                      | 20. Juli 1986          | 2                      |
| Pro Yagu | Samsung                             |                                          | Korea Sud |                        | 2                      |
| The Pro Yakyuu - Pennant Race | Sega                                | Sega                                     | Japan | 17. August 1987        | 2                      |
| Psychic World | SIMS                                | Sega                                     | Europaische Union Australien Schweden                                                                           | 1991                   | 1                      |
| Psycho Fox | VIC Tokai                           | Sega                                     | Vereinigte Staaten Europaische Union Brasilien Australien Schweden                                              | 1989                   | 1                      |
| Putt & Putter MinigolfBRA | SIMS                                | Sega                                     | Europaische Union Brasilien Australien Korea Sud                                                                | 1992                   | 2                      |
| Puznic | Zemina                              | Zemina                                   | Korea Sud | 1990                   | 1                      |
| Puzzle |                                     | Zemina                                   | Korea Sud |                        | 1                      |
| Quartet Double Target - Cynthia no NemuriJAP Double TargetKOR Shí miàn máifúTWN                                                                 | Sega                                | Sega                                     | Vereinigte Staaten Europaische Union Japan Korea Sud Taiwan Australien Schweden                                 | 18. Januar 1987        | 2(*)                   |
| Quest for the Shaven Yak Starring Ren Hoek and Stimpy                                                                                           | Realtime Associates                 | Tec Toy                                  | Brasilien | 1993                   | 1                      |
| R-Type | Compile                             | Sega                                     | Japan Vereinigte Staaten Europaische Union Brasilien Australien Schweden                                        | 1. Oktober 1988        | 1                      |
| R.C. Grand Prix | Absolute Entertainment              | Seismic Software                         | Vereinigte Staaten Brasilien Europaische Union Australien Schweden                                              | 1989                   | 4                      |
| Rainbow Islands | Taito Corporation                   | Sega                                     | Europaische Union Brasilien Australien                                                                          | 1993                   | 1                      |
| Rambo: First Blood Part IIUS Secret Command AshuraJAP Special CommandKOR                                                                        | Sega                                | Sega                                     | Vereinigte Staaten Japan Europaische Union Italien Australien Schweden Korea Sud                                | 16. November 1986      | 2(*)                   |
| Rambo III | Sega                                | Sega                                     | Europaische Union Brasilien Vereinigte Staaten Australien Schweden Korea Sud                                    | 1988                   | 1                      |
| Rampage | Sega                                | Activision, Sega                         | Brasilien Vereinigte Staaten Europaische Union Australien Schweden                                              | 1988                   | 2(*)                   |
| Rampart | Developer Resources                 | Tengen                                   | Europaische Union Australien                                                                                    | 1993                   | 2                      |
| Rastan | Taito Corporation                   | Sega                                     | Europaische Union Vereinigte Staaten Brasilien Australien Schweden                                              | 1988                   |                        |
| Reggie Jackson BaseballUS American Baseball | Sega                                | Sega                                     | Vereinigte Staaten Europaische Union Brasilien Australien Schweden                                              | 1988                   |                        |
| Renegade | Technos Japan Taito Corporation     | Sega                                     | Europaische Union Brasilien Australien                                                                          | 1993                   | 2                      |
| Rescue Mission | Sega                                | Sega                                     | Brasilien Vereinigte Staaten Europaische Union Australien Schweden                                              | 1988                   | 1                      |
| Road Fighter |                                     | Samsung                                  | Korea Sud |                        | 1                      |
| Road Rash | Probe Entertainment, Krisalis       | U.S. Gold, TecToy                        | Brasilien Europaische Union Portugal Vereinigtes Konigreich Australien                                          | 1994                   | 1                      |
| RoboCop 3 | Eden Entertainment Software Ltd.    | Flying Edge                              | Brasilien Europaische Union                                                                                     | 1993                   | 1                      |
| RoboCop versus The Terminator | NMS Software Ltd.                   | Virgin Interactive                       | Brasilien Australien Europaische Union                                                                          | 1993                   | 1                      |
| Rocky | Sega                                | Sega                                     | Japan Vereinigte Staaten Brasilien Europaische Union Australien Schweden                                        | 19. April 1987         | 2                      |
| Running Battle | Sega                                | Sega                                     | Europaische Union Brasilien Australien                                                                          | 1991                   | 1                      |
| Sagaia | Natsume                             | Sega                                     | Brasilien Europaische Union Australien Schweden                                                                 | 1992                   | 1                      |
| Sangokushi 3 | Game Line                           | Game Line                                | Korea Sud | 1994                   |                        |
| Samgukji IIIKOR | Panda Entertainment                 | Game Line                                | Korea Sud | 1994                   | 2                      |
| Sapo Xulé O Mestre do Kung FuRebrand von Kung Fu                                                                                                | TecToy, Sega                        | TecToy                                   | Brasilien | 1995                   | 2                      |
| Sapo Xulé Vs Os Invasores do BrejoRebrand von Psycho Fox                                                                                        | VIC Tokai, TecToy                   | TecToy                                   | Brasilien | 1995                   | 1                      |
| Sapo Xule - S.O.S Lagoa PoluidaRebrand von Astro Warrior                                                                                        | Sega, TecToy                        | TecToy                                   | Brasilien Portugal                                                                                              | 1995                   | 2                      |
| Satellite 7 | Sega                                | Sega                                     | Japan Korea Sud                                                                                                 | 20. Dezember 1985      | 2(*)                   |
| Scramble Spirits | Sega                                | Sega                                     | Europaische Union Brasilien Australien                                                                          | 1989                   | 2(*)                   |
| Sega Chess | Probe Entertainment, Krisalis       | Sega                                     | Europaische Union Brasilien Australien Schweden                                                                 | 1991                   | 2                      |
| Sega World Tournament Golf Tournament Golf KOR                                                                                                  | Sega                                | Sega                                     | Korea Sud Europaische Union Brasilien                                                                           | 1993                   | 4                      |
| Sensible Soccer | Sensible Software                   | Sony Imagesoft Inc.                      | Europaische Union                                                                                               | 1993                   | 2                      |
| Shadow Dancer - The Secret Of Shinobi Shadow DancerJAP The Secret Of ShinobiBRA                                                                 | Sega                                | Sega                                     | Europaische Union Brasilien Japan Korea Sud                                                                     | 1991                   | 1                      |
| Shadow of the Beast | Reflections Interactive Psygnosis   | Tecmagik                                 | Brasilien Europaische Union Australien Schweden                                                                 | 1992                   | 1                      |
| Shanghai | Sega                                | Sega                                     | Europaische Union Vereinigte Staaten Australien Schweden                                                        | 1988                   | 1                      |
| Shinobi | Sega                                | Sega                                     | Europaische Union Vereinigte Staaten Japan Korea Sud Australien Schweden                                        | 19. Juni 1988          | 1                      |
| Shooting Gallery Shooting G.BRA | Sega                                | Sega                                     | Vereinigte Staaten Europaische Union Brasilien Italien Australien Schweden                                      | 1987                   | 1                      |
| The Simpsons: Bart vs. the Space Mutants | Imagineering                        | Acclaim                                  | Europaische Union Brasilien Portugal Australien Schweden                                                        | 1992                   | 1                      |
| The Simpsons: Bart vs. the World | Arc Developments                    | Acclaim                                  | Europaische Union Brasilien Australien                                                                          | 1993                   | 1                      |
| Sítio do Picapau Amarelo | Tec Toy                             | Tec Toy                                  | Brasilien | 1997                   | 1                      |
| Sky Fighter |                                     | Clover                                   | Korea Sud |                        | 1                      |
| Sky Jaguar |                                     | Hwaseong, Samsung                        | Korea Sud |                        | 1                      |
| Slap Shot | SIMS                                | Sega                                     | Europaische Union Vereinigte Staaten Brasilien Kanada Australien Schweden                                       | 1990                   | 2                      |
| Snail Maze in bestimmten BIOS Versionen | Sega                                | Sega                                     | Europaische Union Vereinigte Staaten                                                                            | 1986                   | 1                      |
| Solomon no Kagi - Oujo Rihita no Namida | Tecmo                               | Salio                                    | Japan | 17. April 1988         | 1                      |
| Sonic Blast | Aspect                              | Tec Toy                                  | Brasilien | 1997                   | 1                      |
| Sonic the Hedgehog Chaos | Aspect                              | Sega                                     | Brasilien Europaische Union Australien Schweden                                                                 | 1993                   | 1                      |
| Sonic the Hedgehog Spinball | Sega Technical Institute            | Sega                                     | Australien Europaische Union Brasilien Portugal                                                                 | 1993                   | 1                      |
| Sonic the Hedgehog | Ancient                             | Sega                                     | Vereinigte Staaten Brasilien Europaische Union Korea Sud Australien Schweden                                    | 1991                   | 1                      |
| Sonic the Hedgehog 2 | Aspect                              | Sega, TecToy                             | Korea Sud Brasilien Europaische Union Australien Schweden                                                       | 1992                   | 1                      |
| Space Harrier Shíkōng zhànshìTWN | Sega                                | Sega                                     | Japan Taiwan Vereinigte Staaten Europaische Union Australien Schweden                                           | 21. Dezember 1986      |                        |
| Space Harrier 3-D | Sega                                | Sega                                     | Japan Australien Europaische Union Vereinigte Staaten Brasilien Schweden                                        | 29. Februar 1988       | 1                      |
| Space Gun | Dream                               | Taito Corporation                        | Europaische Union Australien                                                                                    | 1992                   | 1                      |
| Special Criminal Investigation | Natsume                             | Taito Corporation                        | Europaische Union                                                                                               | 1992                   | 1                      |
| Speedball | Mirrorsoft Ltd.                     | Image Works, Virgin Interactive          | Europaische Union Australien Schweden                                                                           | 1992                   | 2                      |
| Speedball 2 | Mirrorsoft Ltd.                     | Virgin Interactive                       | Europaische Union Australien                                                                                    | 1991                   | 2                      |
| SpellCaster Kujakuu OuJAP | Sega                                | Sega                                     | Brasilien Vereinigte Staaten Europaische Union Japan Deutschland Australien Schweden                            | 23. September 1988     | 1                      |
| Spider-Man: Return of the Sinister Six | B.I.T.S.                            | Flying Edge                              | Brasilien Europaische Union Portugal Australien                                                                 | 1992                   | 1                      |
| The Amazing Spider-Man vs. The Kingpin | Sega                                | Sega                                     | Brasilien Europaische Union Vereinigte Staaten Australien Schweden                                              | 1990                   | 1                      |
| Sports Pad Football | Sega                                | Sega                                     | Vereinigte Staaten                                                                                              | 1987                   | 2                      |
| Spy vs. Spy Dié duì diéTWN | Sega                                | Sega                                     | Japan Europaische Union Brasilien Korea Sud Vereinigte Staaten Taiwan Australien Deutschland Italien Schweden   | 20. September 1986     | 2(*)                   |
| Star Wars | Tiertex                             | U.S. Gold                                | Europaische Union Brasilien Vereinigtes Konigreich Australien                                                   | 1993                   | 1                      |
| Street Fighter II |                                     | Tec Toy                                  | Brasilien | 1997                   | 2                      |
| Street Master | Zemina                              | Zemina                                   | Korea Sud | 1992                   | 2                      |
| Streets of Rage | M.N.M Software                      | Sega                                     | Brasilien Europaische Union Korea Sud Australien                                                                | 1993                   | 1                      |
| Streets of Rage 2 | M.N.M. Software                     | Sega                                     | Brasilien Europaische Union                                                                                     | 1993                   | 1                      |
| Strider Seuteuraideo BiryongKOR |                                     | Sega                                     | Vereinigte Staaten Brasilien Korea Sud Europaische Union Australien Schweden                                    | 1991                   | 1                      |
| Strider II | Tiertex                             | U.S. Gold                                | Brasilien Europaische Union Australien Schweden                                                                 | 1992                   | 1                      |
| Submarine Attack | Sega                                | Sega                                     | Brasilien Europaische Union Schweden                                                                            | 1990                   | 1                      |
| Suho Jeonsa | Open Corp.                          |                                          | Korea Sud |                        | 1                      |
| Sukeban Deka II - Shoujo Tekkamen Densetsu | Sega                                | Sega                                     | Japan | 19. April 1986         | 1                      |
| Summer Games Jogos OlímpicosBRA | Zap Corporation                     | Sega                                     | Brasilien Vereinigte Staaten Australien Schweden                                                                | 1988                   | 4                      |
| Super Kick Off | Tiertex                             | U.S. Gold                                | Europaische Union Schweden                                                                                      | 1991                   | 2(*)                   |
| Super Bioman I | Hello Soft                          | HiCom                                    | Korea Sud | 1992                   | 1                      |
| Super Bubble Bobble | MBiTM                               | Zemina                                   | Korea Sud | 1989                   | 2(*)                   |
| Super Boy IKlon von Super Mario Bros. | Zemina                              | Zemina                                   | Korea Sud | 1989                   | 1                      |
| Super Boy II | Zemina                              | Zemina                                   | Korea Sud | 1991                   | 1                      |
| Super Boy III | Zemina                              | Zemina                                   | Korea Sud | 1991                   | 1                      |
| Super Boy 4 | Zemina                              | Zemina                                   | Korea Sud | 1992                   | 1                      |
| Super Columns & Tetris | HiCom                               |                                          | Korea Sud | 1990                   | 2(*)                   |
| Super Monaco GP | Sega                                | Sega                                     | Vereinigte Staaten Brasilien Europaische Union Australien Schweden                                              | 1990                   | 2(*)                   |
| Super Off Road | Graftgold Creative Software         | U.S. Gold                                | Europaische Union Australien                                                                                    | 1989                   | 2(*)                   |
| Super Penguin |                                     |                                          | Korea Sud |                        | 1                      |
| Super Racing | Sega                                | Sega                                     | Japan | 2. Juli 1988           | 1                      |
| Super Smash T.V. | Probe Entertainment, Krisalis       | Flying Edge                              | Europaische Union Australien                                                                                    | 1992                   | 2(*)                   |
| Super Space Invaders | The Kremlin, Tiertex                | Domark                                   | Europaische Union Brasilien Australien Schweden                                                                 | 1991                   | 2(*)                   |
| Super Tennis Great TennisJAP | Sega                                | Sega                                     | Japan Vereinigte Staaten Europaische Union Australien Deutschland Brasilien Schweden                            | 22. Dezember 1985      | 2(*)                   |
| Super Drink |                                     | Samsung                                  | Korea Sud |                        | 1                      |
| Superman: The Man of Steel | Graftgold Creative Software         | Sega Virgin Interactive                  | Brasilien Europaische Union Australien Australien Schweden                                                      | 1993                   | 1                      |
| Tank Battalion |                                     | Samsung                                  | Korea Sud |                        | 1                      |
| Taz in Escape from Mars | Al Baker & Associates               | Tec Toy                                  | Brasilien | 1996                   | 1                      |
| Taz-Mania |                                     | Sega                                     | Brasilien Europaische Union Schweden                                                                            | 1992                   | 1                      |
| Tecmo World Cup '93 | SIMS                                | Sega                                     | Europaische Union Australien                                                                                    | 1993                   | 2(*)                   |
| Teddy Boy Teddy Boy BluesJAP | Sega                                | Sega                                     | Japan Europaische Union Vereinigte Staaten Brasilien Vereinigte Staaten Italien Australien Schweden             | 20. Oktober 1985       | 2                      |
| Tennis Ace Super TennisBRA | SIMS                                | Sega                                     | Brasilien Europaische Union Australien Schweden                                                                 | 1989                   | 2(*)                   |
| Tensai Bakabon | Sega                                | Sega                                     | Japan | 2. Juni 1988           | 1                      |
| The Terminator | Probe Entertainment                 | Virgin Interactive                       | Brasilien Europaische Union Australien                                                                          | 1992                   | 1                      |
| Terminator 2: Judgment Day | Arc Developments                    | Flying Edge                              | Europaische Union Australien                                                                                    | 1993                   | 1                      |
| T2: The Arcade Game | Probe Software                      | Arena Entertainment                      | Europaische Union                                                                                               | 1993                   | 1                      |
| Thunder Blade | Sega                                | Sega                                     | Vereinigte Staaten Japan Europaische Union Brasilien Australien Schweden                                        | 30. Juli 1988          | 1                      |
| Three Dragon Story | Zemina                              | Zemina                                   | Korea Sud | 1989                   | 1                      |
| Time Soldiers | Alpha Denshi                        | Sega                                     | Brasilien Vereinigte Staaten Europaische Union Australien Schweden                                              | 1989                   | 2(*)                   |
| Tom & Jerry: The Movie | SIMS                                | Sega                                     | Brasilien Europaische Union Australien                                                                          | 1992                   | 1                      |
| Toto World 3 | Open Corp.                          | Daou infosys Corp.                       | Korea Sud | 1993                   | 1                      |
| TransBot Astro FlashJAP Nuclear CreatureBRA Aseuteuro HureswiKOR                                                                                | Sega                                | Sega                                     | Brasilien Japan Korea Sud Europaische Union Vereinigte Staaten Deutschland Portugal Italien Australien Schweden | 22. Dezember 1985      | 2                      |
| Turma da Mônica em: O ResgateRebrand von Wonder Boy III - The Dragon’s Trap                                                                     | Westone, TecToy                     | TecToy                                   | Brasilien | 1993                   | 1                      |
| (As Aventuras da) TV ColossoRebrand von Astérix and the Secret Mission                                                                          | Sega, TecToy                        | TecToy                                   | Brasilien | 1996                   | 2                      |
| Trivial Pursuit: Genus Edition | Teque London Ltd                    | Domark                                   | Europaische Union Australien Schweden                                                                           | 1992                   | 6                      |
| Ultima IV: Quest of the Avatar | Sega                                | Sega                                     | Europaische Union Brasilien Deutschland Vereinigtes Konigreich Frankreich Schweden Australien                   | 1990                   | 1                      |
| Ultimate Soccer | Rage Software                       | Sega                                     | Brasilien Europaische Union Brasilien                                                                           | 1993                   | 2                      |
| Vigilante | Sega                                | Sega                                     | Vereinigte Staaten Europaische Union Brasilien Australien Schweden                                              | 1988                   | 1                      |
| Virtua Fighter Animation | Aspect                              | Tec Toy                                  | Brasilien | 1996                   | 2                      |
| Walter Payton Football American Pro FootballEU                                                                                                  | Sega                                | Sega                                     | Vereinigte Staaten Europaische Union Australien Schweden                                                        | 1989                   | 2                      |
| Wanted! | Sanritsu                            | Sega                                     | Vereinigte Staaten Brasilien Europaische Union Australien Schweden                                              | 1989                   | 1                      |
| Where in the World is Carmen Sandiego? | Venture Technologies                | Parker Brothers, TecToy                  | Brasilien Vereinigte Staaten Australien                                                                         | 1989                   | 1                      |
| Wimbledon | SIMS                                | Sega                                     | Europaische Union Australien Schweden                                                                           | 1992                   | 2(*)                   |
| Wimbledon 2 WimbledonBRA | SIMS                                | Sega                                     | Europaische Union Brasilien Australien                                                                          | 1993                   | 2(*)                   |
| Winter Olympics | Tiertex                             | U.S. Gold                                | Brasilien Australien Europaische Union Deutschland Spanien Frankreich Vereinigtes Konigreich Schweden           | 1994                   | 4                      |
| Wolfchild | Core Design                         | Virgin Interactive                       | Europaische Union Brasilien Australien                                                                          | 1993                   | 1                      |
| Wonder Boy Super Wonder BoyJAP | Escape                              | Sega                                     | Japan Europaische Union Vereinigte Staaten Italien Australien Schweden Korea Sud                                | 22. März 1987          | 1                      |
| Wonder Boy in Monster Land Super Wonder Boy Monster WorldJAP                                                                                    | Sega                                | Sega                                     | Japan Europaische Union Vereinigte Staaten Australien Schweden                                                  | 31. Januar 1988        | 1                      |
| Wonder Boy III: The Dragon’s Trap Monster World IIJAP                                                                                           | Westone                             | Sega                                     | Japan Europaische Union Australien Vereinigte Staaten Kanada Schweden                                           | 1989                   | 1                      |
| Wonder Boy in Monster World | Westone                             | Sega                                     | Europaische Union Australien                                                                                    | 1993                   | 1                      |
| Woody Pop - Shinjinrui no Block Kuzugi | Sega                                | Sega, HiCom                              | Japan Korea Sud                                                                                                 | 15. März 1987          |                        |
| Wonsiin | Zemina                              | Zemina                                   | Korea Sud | 1991                   | 1                      |
| World Class Leader Board | Tiertex                             | U.S. Gold                                | Europaische Union Brasilien Australien Schweden                                                                 | 1991                   | 4                      |
| World Cup USA 94 | Tiertex                             | U.S. Gold, TecToy                        | Australien Brasilien Europaische Union Deutschland Vereinigtes Konigreich Spanien Frankreich                    | 1994                   | 2(*)                   |
| World Cup Italia '90 Super Futebol IIBRA | Sega                                | Sega, TecToy                             | Brasilien Europaische Union Vereinigte Staaten Australien Schweden                                              | 1990                   | 2(*)                   |
| World Games | Sega                                | Sega                                     | Europaische Union Brasilien Kanada Australien Schweden                                                          | 1989                   | 4                      |
| World Grand Prix The CircuitJAPFēichē zhēngbà zhànTWN                                                                                           | Sega                                | Sega                                     | Japan Vereinigte Staaten Europaische Union Australien Deutschland Italien Schweden Taiwan                       | 21. September 1986     | 1                      |
| WWF WrestleMania: Steel Cage Challenge | Flying Edge                         | Flying Edge                              | Europaische Union Brasilien                                                                                     | 1992                   | 2(*)                   |
| X-Men 3: Mojo World | Sega                                | Tec Toy                                  | Brasilien | 1996                   | 1                      |
| Xenon 2 Megablast | Data Design Interactive             | Image Works, Virgin Interactive          | Europaische Union Australien Schweden                                                                           | 1991                   | 1                      |
| Xyzolog |                                     | Compile                                  | Korea Sud |                        | 1                      |
| Y's: The Vanished Omens YsJAP | Nihon Falcom                        | Sega                                     | Vereinigte Staaten Europaische Union Japan Deutschland Schweden                                                 | 15. Oktober 1988       | 1                      |
| Zaxxon 3-D | Sega                                | Sega                                     | Vereinigte Staaten Europaische Union Japan Brasilien Schweden                                                   | 7. November 1987       | 1                      |
| Zillion Akai Koudan ZillionJAP | Sega                                | Sega                                     | Vereinigte Staaten Europaische Union Japan Brasilien Australien Schweden                                        | 24. Mai 1987           | 1                      |
| Zillion II: The Tri Formation Tri FormationJAP                                                                                                  | Sega                                | Sega                                     | Vereinigte Staaten Europaische Union Japan Brasilien Australien Schweden Korea Sud                              | 13. Dezember 1987      | 1                      |
| Zool: Ninja of the "Nth" Dimension | Gremlin Graphics Design             | Gremlin Graphics Design                  | Europaische Union                                                                                               | 1993                   | 1                      |